# Niquinohomo
Niquinohomo est une municipalité nicaraguayenne du département de Masaya au Nicaragua.

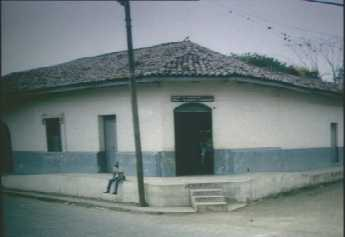
Maison natale d'Augusto César Sandino (1988)